# Kieran Gibbs
Kieran James Ricardo Gibbs (* 26. September 1989 in Lambeth, London) ist ein englischer Fußballspieler.

## Karriere

### FC Arsenal
Der ursprüngliche Mittelfeldspieler, der im Laufe der Ausbildungszeit zum Abwehrspieler umfunktioniert wurde, begann seine Karriere beim FC Wimbledon in der dortigen Fußballakademie und wechselte nach der Auflösung der dortigen Jugendabteilung im Jahr 2004 zum FC Arsenal. Er spielte zunächst für die U18-Mannschaft von Arsenal. In den Vorbereitungsspielen der Profi-Mannschaft von Arsenal gegen FC Barnet und Inter Mailand saß er nur auf der Ersatzbank. Im September 2007 unterzeichnete Gibbs einen Profivertrag bei Arsenal und wurde zum Spieler in den Kader der ersten Mannschaft berufen.
Seine erste Erfahrung in der Profi-Mannschaft von Arsenal machte er am 31. Oktober 2007 im Ligapokalspiel gegen Sheffield United.
Am 31. Januar 2008 wechselte er bis zum Saisonende 2007/08 als Leihgabe zu Norwich City. Ein Spiel vor Saisonende kehrte Gibbs zurück und nahm seinen Platz auf der Bank bei Arsenal ein. Beim 6:0-Sieg von Arsenal im Ligapokal gegen Sheffield United am 23. September 2008 spielte Gibbs zum ersten Mal 90 Minuten durch. Sein Liga-Debüt (90 Minuten durchgespielt) gab er am 8. Februar 2009 gegen Tottenham Hotspur (0:0).
Nach dem Weggang von Gaël Clichy zu Manchester City im zur Saison 2011/12 wurde Gibbs von Trainer Arsène Wenger sukzessive zum neuen Stammlinksverteidiger aufgebaut. Ab der Saison 2012/13 galt er dann auf seiner Position bei Arsenal als „gesetzt“, absolvierte 55 Ligaspiele in den folgenden zwei Jahren und gewann darüber hinaus 2014 den FA Cup. Im Jahr darauf hatte er mit Nacho Monreal zunehmend einen hartnäckigen Konkurrenten, der auch dafür sorgte, dass Gibbs bei der erfolgreichen Titelverteidigung im englischen Pokal das Finale nur von der Ersatzbank aus betrachten durfte.

### West Bromwich Albion
Seit August 2017 steht Gibbs bei West Bromwich Albion unter Vertrag. In der Saison 2017/18 kam er auf 33 Ligaeinsätze, musste mit seiner Mannschaft als Tabellenletzter jedoch den Gang in die EFL Championship antreten. In der Saison 2018/19 war Gibbs ebenfalls Stammspieler und kam auf 36 Einsätze, in denen er 4 Tore erzielte. Die Mannschaft erreichte auf dem 4. Platz die Aufstiegsplay-offs, musste sich aber im Halbfinale Aston Villa geschlagen werden. In der Saison 2019/20 fiel Gibbs ab Anfang Januar 2020 aus. Da die Spielzeit aufgrund der COVID-19-Pandemie ab März unterbrochen und erst Mitte Juni wieder aufgenommen wurde, konnte er im Saisonfinale wieder in das Geschehen eingreifen. Gibbs steuerte in 14 Einsätzen (alle von Beginn) ein Tor zum 2. Platz und damit zum Wiederaufstieg in die Premier League bei.

### Inter Miami
Nach seinem Vertragsende bei West Bromwich Albion wechselt der 31-Jährige zum 1. Juli 2021 in die Major League Soccer zu Inter Miami, wo er einen Vertrag bis zum 31. Dezember 2023 unterschrieb.

### International
Gibbs gab sein Champions-League-Debüt am 10. Dezember 2008 gegen den FC Porto bei der Einwechslung für Abou Diaby. Seinen ersten größeren internationalen Auftritte hatte er mit der englischen U19-Nationalmannschaft bei der Europameisterschaft 2008 sowie ein Jahr später mit der U-21-Auswahl bei EM in Schweden, bei der er den zweiten Platz belegte.
Am 11. August 2010 bestritt Gibbs sein erstes A-Länderspiel für England gegen Ungarn (2:1), als ihn Trainer Fabio Capello in der zweiten Halbzeit für Ashley Cole einwechselte. Gut drei Monate später folgte in einer Partie gegen Frankreich sein erster Einsatz von Beginn an.

## Titel und Erfolge
- FA-Cup-Sieger: 2014, 2015
- FA-Community-Shield-Sieger: 2014, 2015

- Aufstieg in die Premier League: 2020